# Darling River
Der Darling River ist mit 2844 Kilometern (einschließlich Quellflüssen) der längste Fluss auf dem Kontinent Australien.
Er mündet von rechts in den Murray River. Er hat eine sehr unregelmäßige Wasserführung von im Mittel 102 m³/s bei Menindee.
Der Fluss wird nur auf einer Länge von 1570 Kilometern als Darling River bezeichnet. Zur gesamten Länge von 2844 Kilometern werden auch die aufeinander folgenden Teilstrecken Culgoa River, Condamine River und Balonne River des rechten – kleineren, aber längeren – Quellflusses hinzugezählt. Zusammen mit der 828 Kilometer langen Flussstrecke nach der Einmündung in den Murray River ergibt sich ein Flusssystem von 3672 Kilometern Länge.
Seit dem Jahr 2005 gibt es immer wieder große Trockenperioden, die dazu führen, dass der Fluss insbesondere am Unterlauf stellenweise trockenfällt. Das Wasser des Flusses wird für Bewässerung von Landwirtschaftsflächen und als Trinkwasser für Mensch und Vieh genutzt. Auch Wildtiere sind auf das Flusswasser angewiesen. Die Murray-Darling Basin Authority, die 2007 geschaffen wurde, soll die gerechte Nutzung des Wassers im Murray-Darling-Becken durch die Bundesstaaten Queensland, New South Wales, Australian Capital Territory, Victoria und South Australia regeln.
Dreimal, zuletzt Ende 2018 bis Anfang 2019 und im März 2023, kam es zu großen Fischsterben.

## Geographie

### Flusslauf
Darling und Murray entspringen an den Westhängen des Großen Scheidegebirges (Great Dividing Range) und fließen in schwachen Windungen mit sehr geringem Gefälle (6–14 Zentimeter pro Kilometer) durch Grasland nach Westen und Süden. Der Darling entsteht durch den Zusammenfluss von Culgoa River (rechts) und Barwon River (links, wasserreicher) in der Nähe von Bourke. Der rechte, längere Quellfluss wird im Oberlauf Condamine River, später Balonne River genannt und geht dann in den Culgoa über.
Periodisch wiederkehrende Dürren können bewirken, dass sich der Darling in eine Kette von Tümpeln verwandelt. Allein in den Jahren zwischen 1885 und 1960 fiel der Fluss bei Menindee 48 Mal trocken; 1902/03 sogar für 364 Tage. Herrscht Hochwasser, werden riesige Flächen überschwemmt. Die Fluten verlassen dann trotz bis zu zwölf Meter hoher Böschungen ihr Bett und breiten sich im flachen Gelände bis zu 80 Kilometer aus. Heutzutage ist die Versalzung des Flusses ein großes Problem, wofür Trockenzeiten und durch Rodung bedingte Erosion die Hauptursachen sind.
In den Menindee Lakes bei Menindee können Hochwasserspitzen zwischengespeichert und nach und nach an die Landwirtschaft zur Bewässerung der Felder abgegeben werden. Der 120 Kilometer weit entfernten Stadt Broken Hill dienen die Seen als Trinkwasserreservoir. Verträge zwischen den Gliedstaaten New South Wales, Victoria und South Australia regeln, wie viel Wasser jeweils zurück in den Fluss geleitet wird.
Bei Wentworth mündet der Darling in den zum Indischen Ozean fließenden Murray. Der Abfluss ist hier vor allem durch Wasserableitungen weit geringer als bei Menindee und beträgt im Durchschnitt nur noch rund 47,56 m³/s (bei Burtundy).
Südlich von Menindee verlief der Darling früher in einem Flussbett weiter westlich. Seit der Vollendung der Menindee Lakes wird Wasser in den ehemaligen, Great Darling Anabranch genannten Flusslauf geleitet, um die Viehzüchter der Region mit Wasser zu versorgen. Künftig sollen die Landwirte mit einer Pipeline versorgt werden, was eine Rückwandlung des Anabranch in ein natürliches Trockental-Ökosystem erlaubt. Der Great Darling Anabranch mündet rund ein Dutzend Kilometer westlich von Wentworth in den Murray.

### Nebenflüsse
Im Folgenden die Nebenflüsse des Darling River mit Mündungshöhe.
- Culgoa River – 119 m
- Barwon River – 119 m
- Bogan River – 111 m
- Whiskey Creek – 109 m
- Warraweena Lagoon – 108 m
- Little Bogan River – 107 m
- Dead Horse Creek – 106 m
- Ross Billabong – 106 m
- Stony Creek – 106 m
- Deadmans Creek – 105 m
- Ross Billabong – 104 m
- Mulga Creek – 104 m
- Yanda Creek – 104 m
- Ross Billabong – 103 m
- The Big Billabong – 103 m
- Humes Creek – 101 m
- Warrego River – 101 m
- Talowla Billabong – 100 m
- Paddys Creek – 100 m
- Kerrigundi Creek – 95 m
- Five Mile Creek – 95 m
- Talyawalka Creek – 93 m
- Nine Mile Creek – 93 m
- Compodere Creek – 89 m
- Papepapinbilla Creek – 89 m
- Cultowa Billabong – 88 m
- Marra Billabong – 88 m
- Goonery Creek – 86 m
- Paroo River – 85 m
- Twenty Seven Mile Creek – 85 m
- Acres Billabong – 84 m
- Lignum Creek – 83 m
- Jamieson Creek – 81 m
- Ten Mile Creek – 80 m
- Woytchugga Creek – 80 m
- Deep Creek – 74 m
- Five Mile Creek – 71 m
- Charlie Stones Creek – 66 m
- Three Mile Creek – 64 m
- Talyawalka Creek – 64 m
- Bijijie Creek – 63 m
- Cuthero Creek – 57 m
- Frenchmans Creek – 54 m

### Stauseen und Seen
Im Folgenden die Stauseen und Seen entlang dem Flusslauf des Darling River  mit Höhenangabe.
- Lake Wetherell – 62 m
- Pamamaroo Lake – 61 m

## Geschichte

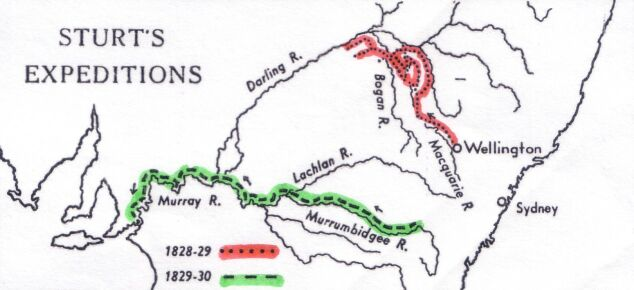
Karte mit den Expeditionsrouten von Charles Sturt:
1828/29
1829/30

Ab 1815 wurden die Gebiete an den Quellflüssen des Darling allmählich besiedelt. Im Jahr 1828 beauftragte Ralph Darling, Gouverneur von New South Wales, den Entdecker Charles Sturt, der von seinem alten Weggefährten Hamilton Hume begleitet wurde, mit der Erkundung des Macquarie River. Im Verlauf dieser Expedition entdeckten sie den Darling River, der nach dem Auftraggeber benannt wurde. Im Jahr 1835 unternahm Thomas Mitchell eine Expedition, auf der er als erster den gesamten Lauf des Darling erkundete und damit dessen Einmünden in den Murray bewies, was Sturt schon früher vermutet hatte.
Darling und Murray waren ab der zweiten Hälfte des 19. Jahrhunderts wichtige Transportwege. Bis zu 240 Raddampfer waren auf den beiden Flüssen und ihren Nebenflüssen unterwegs. Die Schiffe mit geringem Tiefgang transportieren vor allem Wolle und Weizen zur Küste und versorgten die Siedler mit Gütern. Ab der Jahrhundertwende nahm die Bedeutung der Flüsse als Transportwege rasch ab, nachdem große Dürren den Transport erschwerten und die Eisenbahn immer mehr Verbreitung fand.
In den 2010er Jahren trocknete der Fluss am Unterlauf vielerorts komplett aus, Millionen Fische starben. Die Bevölkerung am Unterlauf rund um Menindee wirft der Murray-Darling Basin Authority, die eine für alle verträgliche Nutzung des Wassers in den verschiedenen Bundesstaaten regeln sollte, Versagen vor. Es wird beklagt, dass im Quellgebiet in Queensland zu viel Wasser für den Baumwollanbau entzogen würde und dadurch nicht ausreichend Wasser bis zum Unterlauf gelange. Die Regierung begründet den Wassermangel vor allem durch langanhaltende Dürreperioden.